# Бобовское кружево
Бобовское коклюшечное кружево — ручная польская версия льняного коклюшечного кружева, характерного для Бобова и его окрестностей.

## История
Принято считать, что возникновение кружевоплетения в Польше восходит к началу XVI века и связано с приездом в страну миланской принцессы и будущей супруги короля Сигизмунда I Боны Сфорцы, вместе с которой сюда перебрались итальянские мастера рукоделия.
Способ плетения бобовских кружев происходит из Италии и Бельгии: Генуи, Милана и Брюгге. В Бобове это искусство развивалось с XVI века, что связано с барочной формой кружева.
В 1899 году в городе была основана Национальная школа кружева. Её ученики завоевали бронзовую медаль в 1902 году на выставке в Сент-Луисе, а в 1905 году — золотую медаль в Сан-Франциско.
С 1949 года трудовой кооператив «Коронка-Бобова» заботился о качестве кружевного производства и реализации продукции.
В 1995 году в Бобове была создана Ассоциация регионального творчества. Цель заключалась, в частности, в защите местного кружевного искусства от забвения.
Продукция производится в основном женщинами (мужчины и мальчики составляют явное меньшинство). Этих людей связывает особая сеть родственных связей. Большие семьи c разными поколениями, занимающиеся производством кружева, передают друг другу технические навыки. В случае ослабления любой из звеньев поколения возможность плести кружево в данном клане может оказаться под угрозой. Производство кружев тесно связано с религиозной жизнью (например, ткачество по воскресеньям запрещено) и культом св. Софии, покровительницы церкви в Бобове.

## Изготовление
Самые старые сохранившиеся образцы кружева имеют ленточный и круговой формат (также характерный для коклюшечного кружева из других стран) и сильную барочную форму. Круглый формат (розетка) в данном случае наиболее символичен. Шнурки симметричные (одноосные или многоосные). Количество стежков или мотивов имеет символическое значение (например, три стежка — это Святая Троица, а пять стежков — это пять ран Христа). Орнаменты кружева повторяют известные веками символы и знаки, геометризируя формы, известные из окружающей среды. Среди таких орнаментов есть зооморфные (например, павлин, петух, утка, олень), антропоморфные (например, силуэты, лица, руки), теоморфные (например, божественные или святые атрибуты, вертепы, терновый венец), растительные элементы (например, деревья, цветы, листья), водные (например, волны), хтонические (например, многоугольники, стрелы, ромбы), лунные (например, луны, звёзды), солнечные (например, солнца, розетки, эллипсы) и повествовательные (например, Цыганский путь). Наиболее традиционные кружева повторяют не зооморфные узоры, а только геометрические в максимально упрощённой форме.
Для плетения используются большие коклюшки с набалдашниками.

## Современность
Исторические и художественные коллекции, связанные с бобинным кружевом, собирает Галерея бобинного кружева в Бобове, а популяризация традиции осуществляется городом в рамках ежегодного Международного фестиваля коклюшечного кружева (с 2000 г.).
В 1994 году основана Региональная Ассоциация Творчества, которая наладила сотрудничество с Министерством культуры и искусства Польши. С 1995 года в Бобове организуются конкурсы кружевоплетения.

В 2011 году Вице-президентом Организации коклюшечного кружева Бобова являлась Ева Шпиля:
Моя свекровь была известная кружевница, и я занялась этим, чтобы ей понравиться. Но потом и сама полюбила кружево. Плету почти каждый день по вечерам. Когда домашние уснут, я сажусь у телевизора и с головой ухожу в рисунок. Свои изделия я не продаю, у нас это не принято, а использую для домашних нужд и раздариваю родственникам и друзьям.

## В России
В августе 2011 года в Вологде зафиксирован мировой рекорд: 570 мастериц из 10 стран два часа без перерыва плели кружева на Кремлёвской площади. В акции принимала участие Вице-президент Организации коклюшечного кружева Бобова Ева Шпиля.

## Галерея
- Фрагмент выставки галереи кружева в Бобовой.
- Барабан для плетения кружев
- Мурал в Бобове ( NeSpoon )